# 월리 모지스
월리스 모지스(Wallace Moses, 1910년 10월 8일 ~ 1990년 10월 10일)는 미국의 전 프로 야구 선수이다. 메이저 리그 베이스볼(MLB)에서 우익수로 활약하였으며, 17시즌 동안 필라델피아 애슬레틱스, 시카고 화이트삭스, 보스턴 레드삭스에서 뛰었다.

## 야구 경력
조지아주 유발다에서 태어난 모지스는 1934년 자신이 .316점을 타구한 텍사스 리그의 갤버스턴과 자신의 프로 경력을 시작하였다. 그는 1935년 시즌에 필라델피아 애슬레틱스와 데뷔하였다. 그는 자신의 2학년 해에 경력 최고 .345점과 함께 팀과 자신의 7년의 각각 .300점 이상을 타구하였다.
모지스는 1937년 홈런 (25), 타점 (86), 득점 (113), 안타 (208)와 2루타 (48)에서 경력 최고 기록을 치고, 13개의 3루타와 함께 타구할 때 자신의 가장 생산적 시즌을 가졌다. 1939년 베니 매코이를 위하여 타이거스로 자신의 이적이 야구 총장 K. M. 랜디스에 의하여 취소될 때 그는 월드 시리즈의 기회를 놓쳤다. 의견은 몇몇의 타이거스의 자유 계약 선수들을 만들었다.
필라델피아와 마지막을 한 세월을 통하여 모지스는 진로에 자신의 속도를 표명하는 데 약간의 기회를 가졌다. 그러나 1943년 시카고 화이트삭스와 함께 그는 경력 사상 56개의 도루를 기록하고 3루타 (12)에서 공동으로 아메리칸 리그를 이끌었다. 강한 팔의 우익수인 그는 1945년 자살 (329)에서 리그를 이끌었다.
1946년 월드 시리즈에서 보스턴 레드삭스와 함께 모지스는 경기에서 .417점을 안타하고 4개의 안타와 월드 시리즈 기록을 동점 매겼다. 그는 1951년 애슬레틱스와 자신의 경력을 끝냈다.
17개의 시즌 경력에서 모지스는 자신이 활약한 2012개의 경기들에서 89개의 홈런과 679개의 타점과 함께 .291점의 안타를 쳐냈다. 그는 1124개의 득점, 2138개의 안타, 435개의 2루타, 110개의 3루타와 174개의 도루를 추가하였다. 또한 1937년과 1945년 아메리칸 리그 올스타 팀에 임명되기도 하였다.
선수 경력에 이어 모지스는 애슬레틱스 (1952 ~ 54, 필라델피아에서 애슬레틱스의 마지막 3개 시즌들), 필라델피아 필리스 (1955 ~ 58), 신시내티 레즈 (1959 ~ 60), 뉴욕 양키스 (1961 ~ 62, 1966)와 디트로이트 타이거스 (1967 ~ 70)의 코치였으며, 1루 코치와 타구 강사 둘다로서 지냈다. 그는 또한 마이너 리그 타구 코치와 양키스를 위한 스카웃이었다.
80세 생일을 맞은지 이틀 후에 비데일리아에서 사망하였다.
모지스는 200개의 안타 시즌과 함께 마지막 20세기 애슬레틱스 선수였다. 1937년 그느 209개의 안타를 가졌다. 65년 후, 미겔 테하다가 204개를 수집하였다 (2002년 10월 5일).